# Colangiocarcinoma
El colangiocarcinoma, també conegut com a càncer de vies biliars, és un tipus de càncer que es forma en els conductes biliars. Els símptomes del colangiocarcinoma poden incloure dolor abdominal, pell groguenca, pèrdua de pes, picor generalitzat i febre. També la femta pot tenir un color clar o l'orina ser fosca. Altres càncers del tracte biliar inclouen el càncer de vesícula biliar i el càncer d'ampul·la de Vater.
Els factors de risc per al colangiocarcinoma inclouen la colangitis esclerosant primària (una malaltia inflamatòria dels conductes biliars), la colitis ulcerosa, la cirrosi, l'hepatitis C, l'hepatitis B, la infecció amb certs trematodes hepàtics (com Clonorchis sinensis) i algunes malformacions hepàtiques congènites. No obstant això, la majoria de les persones no tenen factors de risc identificables. El diagnòstic se sospita basant-se en una combinació de proves de sang, imatges mèdiques, endoscòpia i, de vegades, exploració quirúrgica. La malaltia es confirma mitjançant la histopatologia de les cèl·lules del tumor. És típicament un adenocarcinoma.
El colangiocarcinoma és típicament incurable en el moment del diagnòstic. En aquests casos els tractaments pal·liatius poden incloure resecció quirúrgica, quimioteràpia, radioteràpia i col·locació de stents. En aproximadament un terç dels casos s'afecta el conducte biliar comú (quan el colangiocarcinoma s'origina al voltant d'aquesta estructura rep el nom de tumor de Klatskin) i menys comunament en altres llocs on el tumor es pot eliminar completament mitjançant cirurgia oferint una oportunitat de curació. Fins i tot quan l'eliminació quirúrgica és correcta la quimioteràpia i la radioteràpia són generalment recomanats. En alguns casos la cirurgia pot incloure un trasplantament de fetge. Fins i tot quan la cirurgia té èxit, la supervivència als 5 anys sol ser inferior al 50%. Junt amb el càncer de vesícula biliar, a Catalunya, les taxes de mortalitat (x 100.000 hab.; i en % sobre el total de càncers per sexe; estandarditzades segons sexe, 2018) són: 1,71 dones; 1,63 homes; 1,68 total; 1,53% en dones; 0,69% en homes.
El colangiocarcinoma és rar al món occidental, hi ha estimacions de que es produeixen en 0,5-2 persones per cada 100.000 a l'any. Les taxes són més altes al sud-est d'Àsia on els trematodes hepàtics són comuns. Com per exemple les infeccions per Opisthorchis viverrini que son la primera causa de colangiocarcinoma. Les taxes en parts de Tailàndia són de 60 per 100.000 a l'any. Típicament es produeix en persones en els seus 70; tanmateix, en aquells amb una colangitis esclerosant primària sovint es produeix en els 40. Han augmentat els índexs de colangiocarcinoma dins del fetge al món occidental. Junt amb el càncer de bufeta biliar, a Girona, la incidència percentual sobre el total de càncers és del 1,0%.